# William Laud
William Laud (Reading le 7 octobre 1573 – Londres le 10 janvier 1645) est un ecclésiastique anglais, nommé archevêque de Cantorbéry à partir de 1633 pendant le règne de Charles Ier. Arrêté en 1640, il est exécuté en 1645. 
En matière de politique d'église, Laud est autocratique. Le laudianisme fait référence à un ensemble de règles sur les questions rituelles, en particulier, qui ont été appliquées par Laud afin de maintenir un culte uniforme en Angleterre et au pays de Galles, conformément aux préférences du roi. Elles sont précurseures des vues de la Haute Église. En théologie, Laud est accusé d'être un arminien et un opposant au calvinisme, ainsi que de favoriser secrètement les doctrines catholiques romaines (voir Arminianisme dans l'Église d'Angleterre). Sur ces trois terrains, les clercs et les laïques puritains le considèrent comme un adversaire redoutable et dangereux. 
Laud favorise les érudits et est un important collectionneur de manuscrits. Il poursuit des contacts œcuméniques avec l'Église orthodoxe grecque. 
Le jeu de mots : « donnez de grands éloges au Seigneur et le petit Laud au diable » est un avertissement au roi Charles attribué à Archibald Armstrong, le bouffon officiel de la cour. Laud en effet était connu pour être susceptible sur la question de sa petite taille. 

## Jeunesse
Laud est né à Reading, Berkshire le 7 octobre 1573, fils unique de William Laud, drapier, et de Lucy, née Webbe, veuve de John Robinson, autre drapier de la ville et sœur de William Webbe, maire de Londres. Il fait ses études à la Reading School et se rend en 1589 au St John's College d’Oxford où il s'inscrit le 17 octobre. Il a pour professeur le Dr. Thomas Holland. En 1593, il devient membre du collège. Il obtient sa licence B.A. en 1594, son master M.A. en 1598 et sont doctorat D.D. en 1608. En tant qu'étudiant de premier cycle, Laud a pour professeur John Buckeridge, qui devient président du St John's College en 1605.
Laud est ordonné diacre le 4 janvier 1601 et prêtre le 5 avril de la même année. Le 4 mai 1603, il est l'un des procureurs de l'année. 

## Sous JacquesIer
Lorsque Buckeridge quitte St John's en 1611, Laud lui succède en tant que président, mais seulement après une dure lutte d'influence ayant atteint les hautes sphères. Le candidat rival, John Rawlinson, est aumônier de Lord Ellesmere, qui est à la fois chancelier de l'université et Lord grand chancelier d'Angleterre. Laud est aumônier de Richard Neile, qui est greffier, (Clerk of the Closet). Finalement, le roi Jacques balaye du revers de la main les irrégularités dans l'élection, réglant les choses en faveur de Laud. 
Laud devient doyen de Gloucester en 1616. À la cathédrale de Gloucester, il lance des innovations cérémoniales avec la table de communion. Selon la coutume locale, la table se trouve au milieu de la chorale, comme à l’époque dans une église paroissiale, et non à l’extrémité Est, comme c'est la tradition dans les cathédrales. Laud pense qu'il a la bénédiction du roi pour rénover et améliorer le bâtiment en ruine, mais il offense son évêque, Miles Smith. 
Neile est le patron avisé de Laud. Neile tente, mais ne peut obtenir, la nomination de Laud au poste de doyen de Westminster, poste que John Williams conserve. Néanmoins à la fin de 1621, et malgré le point de vue du roi sur Laud en tant que fauteur de troubles, celui-ci reçoit une modeste position en tant qu'évêque de St David. 
Laud devient le confident de George Villiers (1er duc de Buckingham), à la fin de son règne. La famille Buckingham emploie John Percy (alias Fisher), jésuite, comme aumônier, et le roi souhaite contrer des rumeurs bien fondées selon lesquelles Percy y fait des convertis catholiques. Dans une série de débats privés de trois jours avec Percy en 1622, Laud est présenté pour défendre le point de vue protestant le dernier jour, des pamphlets s'ensuivirent. Il est ensuite nommé auprès de John Preston en tant que conseiller religieux du duc, un changement qui est devenu clair vers décembre 1624. Les historiens pensent que Laud a des penchants homosexuels, qu'il semble néanmoins avoir gérés discrètement. Son journal intime contient des preuves de ses rêves érotiques concernant Buckingham et d'autres hommes.

## Sous CharlesIer

### 1625 à 1628

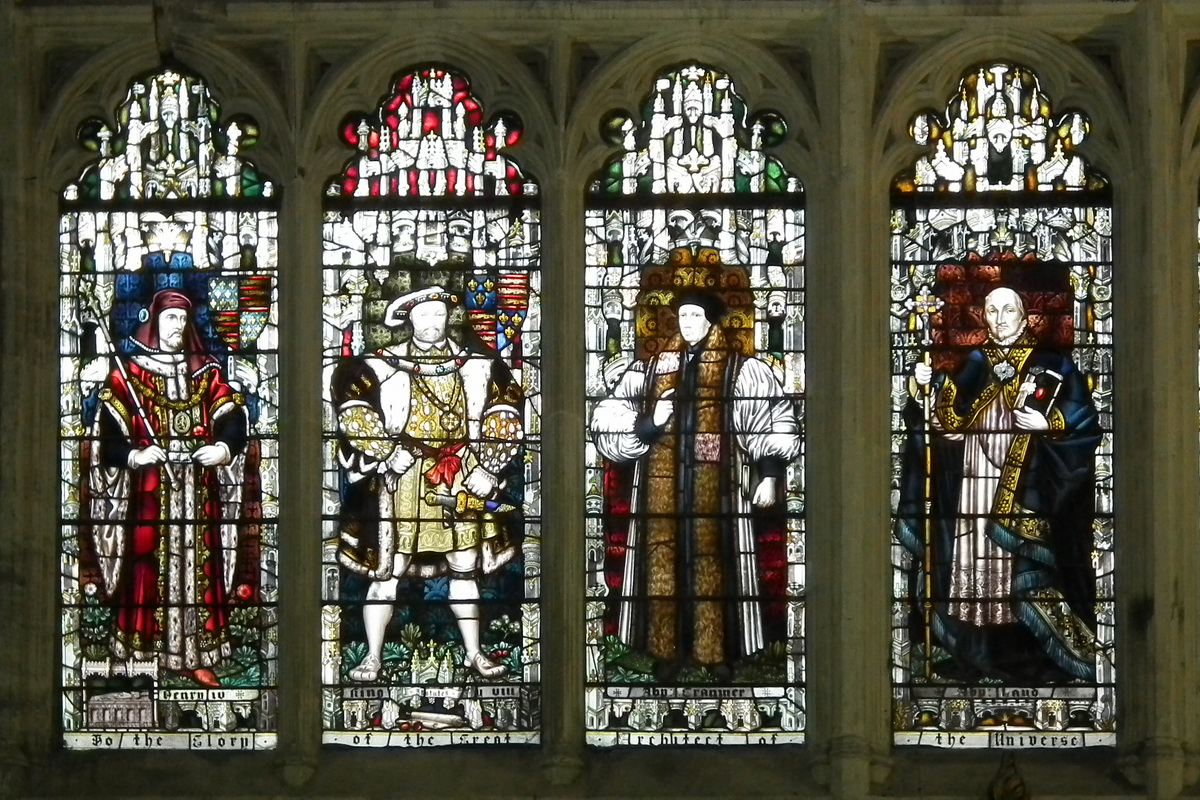
Vitraux de la salle du chapitre de la cathédrale de Canterbury présentant Henri IV, Henri VIII, Thomas Cranmer et Laud

Laud est rapidement passé à une position d'influence de 1626 à 1628, en progressant non pas seul, mais avec un groupe de clercs aux vues similaires qui obtiennent des évêchés. En septembre 1626, il occupe le poste de doyen de la chapelle royale à la Cour, devenu vacant à la mort de Lancelot Andrewes. Quelques jours plus tard, Buckingham lui dit carrément qu'il deviendrait l'archevêque de Cantorbéry, à la mort de George Abbot. Il change immédiatement les services de la chapelle pour privilégier la prière sur la prédication, les vues du roi Charles étant à l'opposé de celles de son père. 

### Évêque de Londres et «Thorough»
En juillet 1628, Laud quitte le diocèse de Bath and Wells pour devenir évêque de Londres, à la suite de la mort d'Andrewes. Du fait de cette promotion, il est utile de définir les « laudiens » comme ses disciples. 
Sur la scène politique, le règne personnel de Charles Ier commence en 1629 et Laud en est rapidement un élément clé, en alliance avec Thomas Wentworth. L’historien Mark Perry affirme qu’en 1626, lors de consultations privées avec le roi et Buckingham, et dans son rôle public à la Chambre des lords, Laud est un parlementaire très efficace, un conseiller et un décideur clé. Laud se méfie de la négociation parlementaire et est toujours déterminé à résister à toute atteinte à la prérogative royale, notamment en matière de fiscalité. Ses positions fortes font l'objet d'attaques lors de son procès en 1644. Lorsque Wentworth est affecté en Irlande en 1632, Laud porte rapidement sa correspondance personnelle à l'attention du roi. C'est dans cette correspondance, en 1633, qu'apparaît le terme « Thorough » [consciencieux]. Concrètement, cela signifie la poursuite d'objectifs de politique ambitieux, au nom du roi, au mépris d'intérêts particuliers et, en particulier, à la prévention juridique. Il y avait des opposants à la cour : Richard Weston, 1er comte de Portland, Francis Cottington, 1er Baron Cottington et la reine Henriette-Marie de France. Cottington fait remarquer que Laud ne pouvait pas garder son sang froid lors des réunions du Conseil et qu'en 1637, il ne parvenait pas à suivre Wentworth en imaginant que leurs efforts en faveur de politiques rigides réussiraient.

### Archevêque de Canterbury

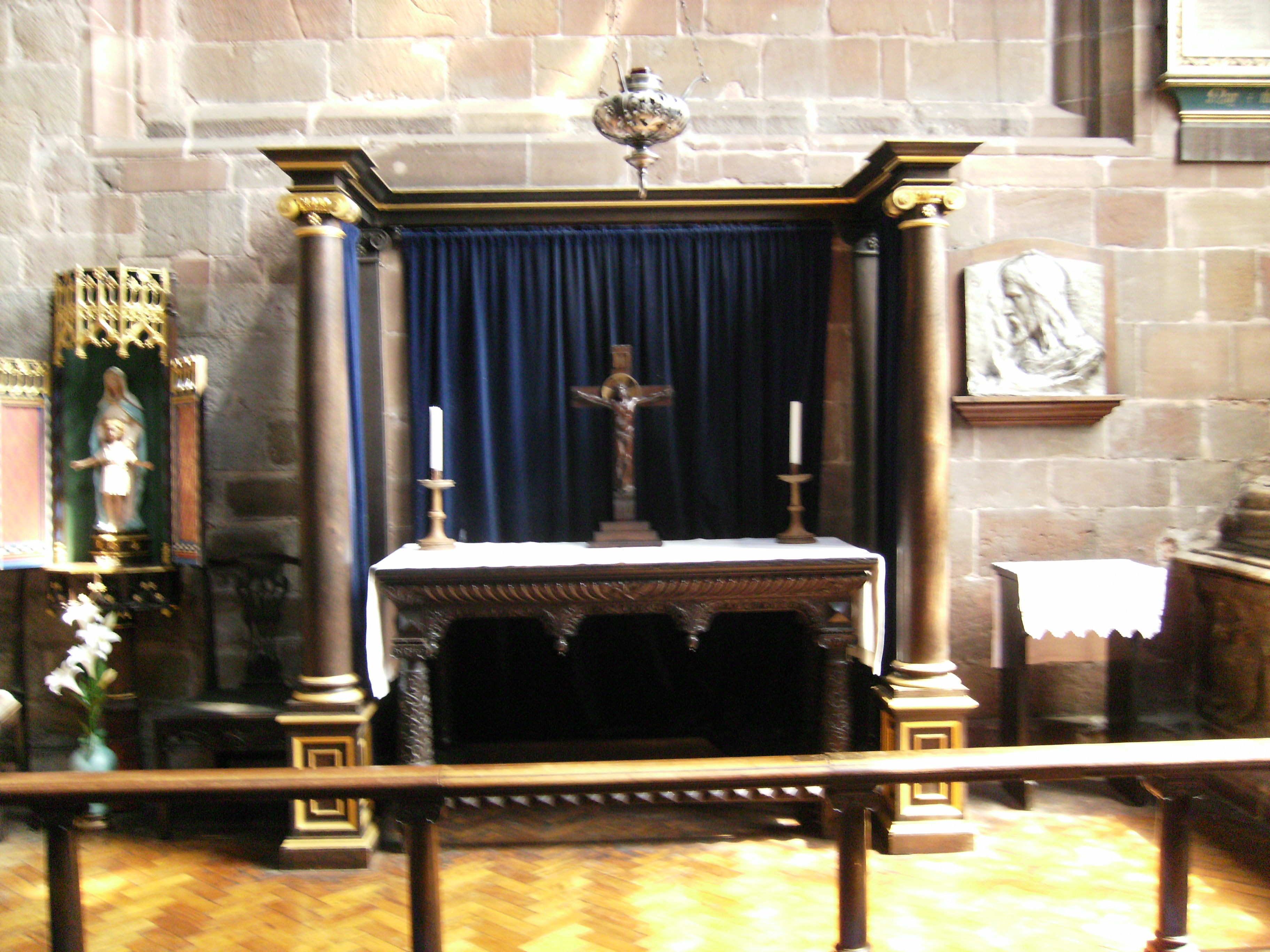
Autel, c. 1635, le centre de dispute entre les puritains et les Laudiens, finalement consacré par Laud lui-même

Devenu archevêque, Laud a presque 60 ans et, après avoir attendu une décennie pour remplacer George Abbot, n'est plus disposé à faire de compromis sur aucun aspect de sa politique. Les aumôniers de l'abbé avaient autorisé la publication de Histriomastix en 1630; le livre qui attaquait le théâtre anglais et les fêtes de Noël, entre autres, a provoqué un scandale lors de sa parution à la fin de 1632. L'une des premières démarches de Laud est d'introduire ses propres hommes comme censeurs : Samuel Baker (qui est aumônier de William Juxon), William Bray et Matthew Weeks,. Les opérations des censeurs, y compris William Haywood qui les rejoignit, deviennent une priorité du Long Parlement dès sa convocation en novembre 1640, et Laud doit finalement répondre pour Haywood lors de son propre procès,. 
Alors que Wentworth (qui est devenu le comte de Strafford au début de 1640) comprend les dangers politiques du puritanisme, Laud voit la menace du mouvement calviniste contre l'épiscopat. Mais les puritains eux-mêmes se sentent menacés : la contre-réforme réussissait à l'étranger et les protestants ne gagnaient pas la Guerre de Trente Ans. Dans ce climat, la politique de la Haute Église de Laud pourrait être considérée comme néfaste. En conséquence, un an après la nomination de Laud en tant qu'archevêque de Cantorbéry, le navire Griffin part pour l'Amérique, transportant des dissidents religieux tels que Anne Hutchinson, le révérend John Lothropp et le révérend Zechariah Symmes. 
Le désir de Laud d'imposer l'uniformité à l'Église anglicane est motivé par la conviction que c'est son devoir, mais ses méthodes semblent être la persécution de ceux qui ont des opinions divergentes. Ainsi, ils suscitent la conséquence inattendue de recueillir le soutien des opposants les plus implacables du compromis anglican. En 1637, William Prynne, l'auteur de Histriomastix, est reconnu coupable de diffamation séditieuse avec John Bastwick et Henry Burton. Leurs oreilles sont coupées et leurs visages marqués au fer. Prynne réinterprète le « SL » (« Seditious Libeller ») marqué sur son front par « Stigmata Laudis ». Laud décide également de faire taire son critique parmi les évêques, John Williams, qui est reconnu coupable de diverses infractions dans la Chambre étoilée. Contrairement aux attentes de Laud, Williams refuse de démissionner de son poste d'évêque de Lincoln et les Lords forcent sa libération, après quoi Williams appuie la destitution de Strafford et de Laud. Williams exhorte le roi à ne pas commuer la peine de mort prononcée contre Strafford. Il est exécuté en 1641, quelques mois avant la promotion de Williams au rang d'archevêque de York (seulement pour être ré-emprisonné par le Parlement et rejoindre le roi dans le Yorkshire après sa libération). 
Vers la fin de sa vie, Charles Ier admet qu'il a fait trop confiance à Laud et qu'il a laissé ses « humeurs maussades » et son obsession sur les points de rituel enflammer les divisions au sein de l'Église : il avertit son fils (Charles II) de ne pas s'appuyer sur le jugement de personnes tierces sur ces sujets. Laud, de son côté, ne pouvait pas pardonner au roi d'avoir permis l'exécution de Strafford et congédiait son maître royal comme étant « un prince doux et gracieux qui ne sait ni être grand ni porté à être grand ». 

### Procès et exécution

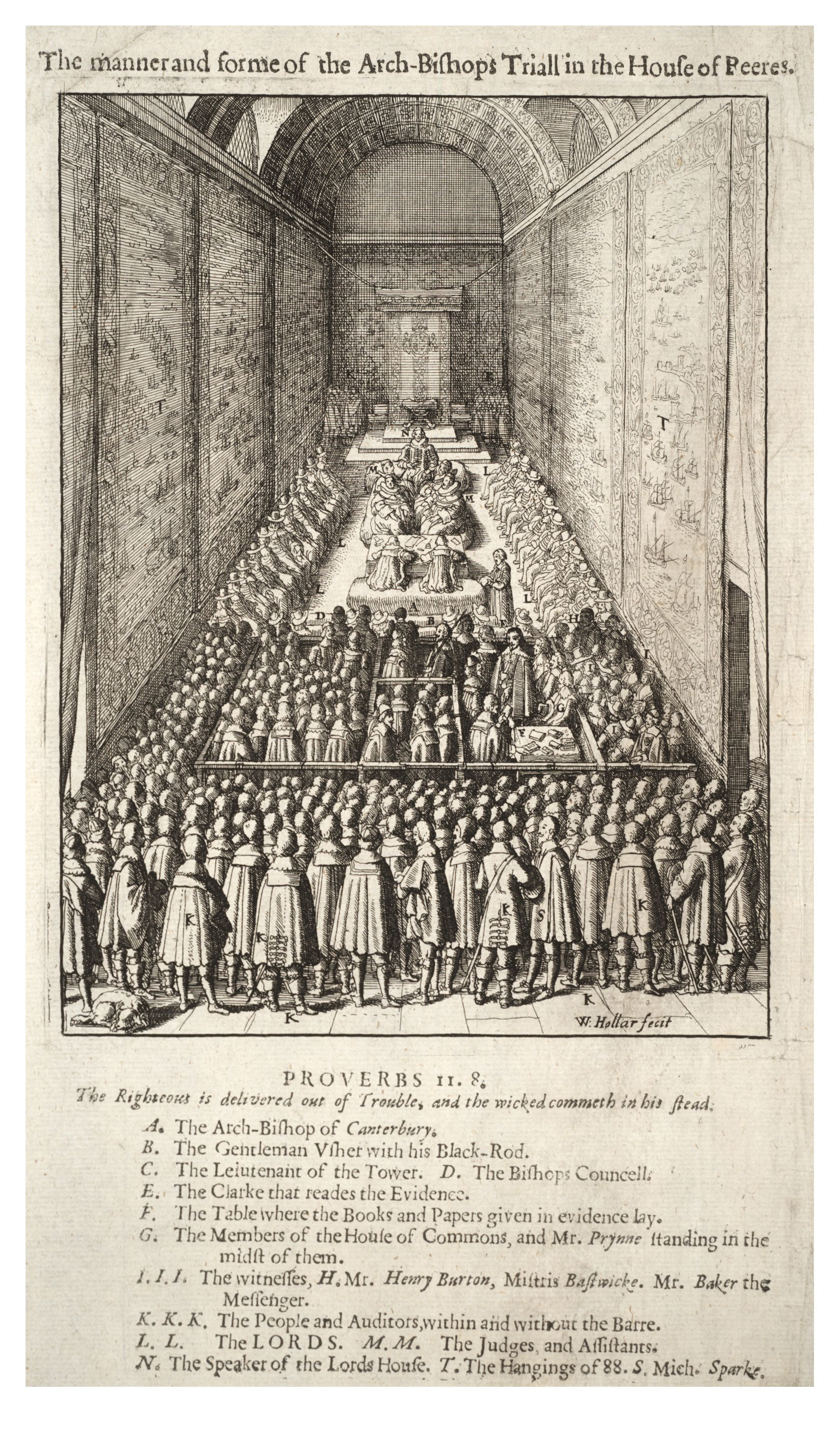
Gravure de Wenceslaus Hollar, Laud étant jugé pour trahison, plusieurs personnes présentes sont mentionnées

Le Long Parlement de 1640 accuse Laud de trahison et, lors de la Grande Remontrance de 1641, demande son emprisonnement. Laud est emprisonné dans la tour de Londres, où il reste tout au long de la guerre civile anglaise. En dehors de quelques ennemis personnels tels que William Prynne (et peut-être l'archevêque Williams), le Parlement n'a pas semblé s'inquiéter de la poursuite de Laud ; étant donné son âge, la plupart des membres auraient probablement préféré le laisser mourir de causes naturelles. Au printemps de 1644, il est traduit devant un tribunal qui se conclut sans verdict : comme dans l'affaire Strafford, il est impossible de signaler un acte spécifique pouvant être considéré comme une trahison. Le Parlement se saisit de la question et finit par adopter un Bill d'attainder en vertu duquel il est décapité le 10 janvier 1645 à la Tower Hill, malgré l'octroi d'une grâce royale.

## Héritage
On se souvient de Laud dans la Communion anglicane par une commémoration le 10 janvier. Ses travaux rassemblés en sept volumes ont été publiés entre 1847 et 1860 dans la Library of Anglo-Catholic Theology.
Patrick Collinson, professeur émérite à Cambridge, spécialiste des puritains élisabéthains, a publié en 1980 dans son livre ce blâme de Laud sur les quelques décennies précédant 1625 : « la plus grande calamité jamais vécue dans l'Église anglaise ». 
En septembre 2016, à la suite de la King's School, à Gloucester, la Reading School a donné son nom (Laud House) à la dernière section étudiante. 

## Sources
- (en) Alexander Wilson McClure, The Translators Revived; A Biographical Memoir of the Authors of the English Version of the Holy Bible, Library of Congress, 1853, 1re éd. (lire en ligne)
- (en) Samuel Rawson Gardiner, « Laud, William », dans Dictionary of National Biography, 1885-1900, vol. 32, 1885 (lire en ligne), p. 185-194
- (en) Hugh Trevor-Roper, Archbishop Laud, 1962, 2e éd., 390–391 p. (ASIN B0007G148O, lire en ligne)
- (en) Kevin Sharpe, The Personal Rule of Charles I, New Haven/London, Yale University Press, 1992, 983 p. (ISBN 0-300-05688-5, lire en ligne)
- (en) C.V Wedgwood, The King's war, 1641-1647, Londres, Collins, 1958